# Стратегічна фривольність
Стратегічна фривольність — термін міжнародної політики для визначення тенденції «звиклих до миру» політиків і дипломатів породжувати довгострокові ризики з метою набуття короткострокового тактичного зиску. 
У російський політичний дискурс термін був внесений Т. В. Бордачьовим в середині 2010-х років, але сам вираз набагато старший. Його, зокрема, застосовував Г. Кіссинджер, описуючи ситуацію, яка призвела до Першої світової війни.
Типовим прикладом стратегічної фривольності вважається період, перед Першою світовою війною. Після успішного врегулювання — без війни — танжерскої кризи, пізніше другої марокканської кризи і кризи у Боснії у європейській політиці закріпилась ідея, що зовнішньополітичне маневрування з метою отримання внутрішньо політичної підтримки у націоналістичній пресі безпечно і нормально. У підсумку великі держави стали провокувати одне одного з дрібних питань, котрі по суті не представляли ні для однієї з них серйозного інтересу.
Кіссинджер вважає проявом фривольності зовнішні політичні дії Наполеона III, які відображали його поточний настрій при повній відсутності довгострокової стратегії. Раз за разом імператор породжував кризи, котрі відтак остерігався завершувати, його зовнішня політика диктувалась оцінкою того, що вимагало для підтримання популярності імператора у Франції. Кризи створювалися там, де можна було отримати зиски без великого ризику, тобто на периферії Європи, при цьому життєво важливе для Франції завдання стримування германських держав була принесена у жертву чисто з тактичних міркувань.
Згідно з Кіссинджером «історія раніше або пізніше карає за стратегічну фривольність». У 1914 році розплата прийшла, коли державні діячі Європи опинилися не в змозі утримати під контролем тактичні ходи воєнних; неспішним, звикнувши до миру, дипломатам не вистачило місяця у літній сезон (від вбивства ерцгерцога Фердинанда до липневого ультиматуму), щоб врегулювати нову кризу так, як були врегулюванні попередні.
У випаду Наполеона III, Франція втратила збережену з часів Рішельє можливість впливати на устрій Німеччини, катастрофічний ефект цього був продемонстрований вже в час австро-прусско-данської війни у 1864 році, коли Росія через наслідки Кримської війни і підтримки Наполеоном польського повстання, відмовилася брати участь у відновленні status quo ante і Німеччина (тоді ще Пруссія) отримала свободу дій.
Бордачьов проводить паралелі з міжнародною політикою після розпаду СРСР: твердо упевнені у неможливості — через наявність ядерної зброї й, меншою мірою, тісних економічних зв'язків — великомасштабної війни політики Заходу виявляють стратегічну фривольність: готові до зовнішньополітичних ризиків ради внутрішньополітичної популярності й не задумуються про провокування Росії та Китаю (котрі своєю чергою відповідають тим же).